# Kurortnyj rajon
Il Kurortnyj rajon (in russo Курортный район?) è uno dei rajon in cui è suddivisa la città federale di San Pietroburgo, in Russia.